# خوان مانوئل سانتوس
خوآن مانوئل سانتوس (اسپانیایی: [xwan maˈnwel ˈsantos kaldeˈɾon]؛ زاده ۱۰ اگوست ۱۹۵۱) یک سیاستمدار کلمبیایی از حزب سوسیال ملی وحدت است. وی در ۲ دوره متوالی (از ۷ اوت ۲۰۱۰ تا ۷ اوت ۲۰۱۸)، سی و دومین رئیس‌جمهور کلمبیا بود.
او به دلیل تلاش‌هایش برای برقراری صلح با چریک‌های فارک، برنده جایزه صلح نوبل ۲۰۱۶ اعلام شده‌است. رودریگو لندونو (معروف به تیموچنکو) و مانوئل سانتوس، رئیس‌جمهور کلمبیا در کوبا توافقنامه صلح را امضا کردند.